# Orchestra (theater)

Schematisch overzicht van een theater, met in het midden de orchestra

De orchestra (Oudgrieks: ὀρχήστρα) is in het Oudgrieks theater en het Romeins theater de ruimte voor het toneel waar  het koor zingt en danst. Het woord orkest is hiervan afgeleid.